# Cyperus cymulosus
Cyperus cymulosus là một loài thực vật có hoa trong họ Cói. Loài này được Willemet mô tả khoa học đầu tiên năm 1796.